# Jochberg (Tyrol)
Jochberg – gmina w Austrii, w kraju związkowym Tyrol, w powiecie Kitzbühel. Według Austriackiego Urzędu Statystycznego liczyła 1547 mieszkańców (1 stycznia 2015).